# Tramlijn Arnhem - Isselburg-Anholt
De tramlijn Arnhem - Isselburg-Anholt was een stoom- en motortram van Arnhem via Velp, Rheden, Doesburg en Doetinchem naar station Isselburg-Anholt in Duitsland.

## Geschiedenis
Het eerste deel van de stoomtramlijn Dieren - Doetinchem werd geopend op 25 juni 1881. Hiermee was de Geldersche Tramweg-Maatschappij één van de pioniers van de stoomtram in Nederland.
De tram voorzag in een duidelijke behoefte. In 1882 werd de lijn doorgetrokken tot Terborg en in 1887 werd de lijn via Rheden verlengd naar Velp, waar men kon overstappen op de paardentram naar Arnhem. In 1901 werd de lijn de andere kant op verlengd naar Gendringen en op 1 mei 1903 werd de tramlijn verlengd tot Isselburg-Anholt in Duitsland. In 1926 werd de lijn vanuit Velp nog verlengd tot het Velperplein in Arnhem. Tussen Arnhem en Velp liep de tramlijn zuidelijk van de spoorlijn in tegenstelling tot de gemeentetram.
Rond 1920 was de grote bloeiperiode van de stoomtram. Het is jarenlang een zeer goed renderende lijn geweest met aansluiting op het tramwegnet van Arnhem, een haven aan de IJssel in Doesburg, aansluitingen naar de ijzergieterijen langs de Oude IJssel, vervoer naar de veemarkt in Doetinchem en een aansluiting op het Duitse spoorwegnet in Isselburg. Dagelijks reed er een groot aantal stop- en sneltrams in de reizigersdienst. Ten behoeve van de goederendienst reden voor het wagenladingenvervoer de normale goederentrams, aangevuld met snelgoederentrams voor het stukgoederenvervoer. In de jaren daarna ontstond er veel concurrentie van het opkomende wegvervoer. De trammaatschappij ging deze concurrentie aan door vanaf 1923 zelf ook vrachtauto’s en autobussen in te zetten. De laatste reizigerstram reed op 15 mei 1949.
Het grootste knelpunt voor de tram was de schipbrug over de IJssel bij Doesburg, die voor de scheepvaart telkens uit elkaar moest worden genomen en dan weer samengevoegd. Mede hierdoor werd het trambedrijf steeds verder ingekrompen zodat in 1954 slechts het traject Doesburg haven - Doetinchem en de twee aansluitende lijnen naar Wijnbergen en Hummelo over bleven. In 1956 en in 1957 heeft in de zomermaanden nog een historische tram gereden tussen Doesburg en Doetinchem, hierna is ook het laatste gedeelte gesloten en opgebroken.